# Roy Jans
Roy Jans (Bilzen, 15 september 1990) is een voormalig Belgisch wielrenner.

## Overwinningen
2012
Kattekoers
2014
3e etappe La Tropicale Amissa Bongo
Puntenklassement La Tropicale Amissa Bongo
Gooikse Pijl
2015
2e etappe Ster van Bessèges
2016
Nationale Sluitingsprijs
2017
Grand Prix de la ville de Pérenchies
2018
2e etappe Circuit des Ardennes
2019
4e etappe Ronde van Antalya

## Resultaten in voornaamste wedstrijden
| Jaar | Gent-Wevelgem | Ronde van Vlaanderen | Parijs-Roubaix | Brussels Cycling Classic | Parijs-Tours |
| ---- | ------------- | -------------------- | -------------- | ------------------------ | ------------ |
| 2013 | opgave        | opgave               |                |                          |              |
| 2014 | opgave        |                      |                | 5e                       | 4e           |
| 2015 |               | opgave               |                | ↑                        | 5e           |
| 2016 | 55e           |                      | 90e            | 9e                       | 12e          |
| 2017 | opgave        |                      |                |                          | 30e          |
| 2019 | 40e           | opgave               |                |                          |              |

## Ploegen
- 2012 –  An Post-Sean Kelly
- 2013 –  Accent.Jobs-Wanty
- 2014 –  Wanty-Groupe Gobert
- 2015 –  Wanty-Groupe Gobert
- 2016 –  Wanty-Groupe Gobert
- 2017 –  WB Veranclassic Aqua Protect
- 2018 –  Cibel-Cebon
- 2019 –  Corendon-Circus
- 2020 –  Alpecin-Fenix
- 2021 –  Alpecin-Fenix

## Privé
Roy Jans is gehuwd met de Nederlandse veldrijdster Ceylin del Carmen Alvarado.
Bagdonas · Bellis · Bennett · M.Cassidy · Christian · Downey · Eeckhout · Ennekens · Ghyllebert · Jans · Law · McLaughlin · McConvey · McNally · Mould · Segers · Vanbilsen · Wytinck
Caethoven · A.Cappelle · Commeyne · Degand · De Troyer · Drucker · Gilbert · Habeaux · Jans · Napolitano · Routley · Scheirlinckx · van Dijk · Van Goolen · Van Melsen · Vanlandschoot · Verraes · Vogondy · Nardelli (stagiair) · Seynaeve (stagiair)
Backaert · Baugnies · De Greef · De Troyer · De Vreese · Degand · Drucker · Ghyselinck · Gilbert · Habeaux · Jans · M. Kreder · W. Kreder · Leukemans · Minnaard · Napolitano · Robert · Seeldraeyers · Selvaggi · Sijmens · Van Melsen · Vanlandschoot · Veuchelen · Maes (stagiair) · Seynaeve (stagiair)
Antonini · Backaert · Baugnies · De Greef · De Troyer · Devriendt · Dron · Eijssen · Gasparotto · Ghyselinck · Jans · Leukemans · Marcato · Minnaard · Napolitano · Robert · Selvaggi · Seynaeve · Van Melsen · Vanlandschoot · Veuchelen · Barroso (stagiair) · Callebaut (stagiair) · Stenuit (stagiair)
De Winter · Delfosse · Dernies · Deruette · Duquennoy · Habeaux · Ista · Jans · Jules · Kirsch · Masson · Naesen · Pardini · Peyskens · Robeet · Spengler · Stassen · Vantomme · Warnier · Mortier (stagiair) · Taminiaux (stagiair)
Bouvry · Cobbaert · Coenen · Cools · De Bock · De Paepe · Dieleman · Jans · Janssens · Marchand · Raymackers · J. Reynaerts · W. Reynaerts · Ruyters · Stevens · Teugels
Cortjens · De Bondt · Dekker · del Carmen Alvarado · Devolder · Eibl · Fagerhaug · Hansen · Jans · Janssens · Meeusen · Meisen · Merlier · Rickaert · Rouiller · Stallaert · Tulett · Turner · D. van der Poel · M. van der Poel · Vandeputte · van Trijp · Vergaerde · Vermeersch · Walsleben · Benoist (stagiair) · Clé (stagiair)
Anderson · Bayer · De Bondt · del Carmen Alvarado · De Tier · De Vreese · Dillier · Eibl · Jans · Janssens · Krieger · Leysen · Meisen · Merlier · Meurisse · Modolo · Philipsen · Pieterse · Planckaert · Richardson · Rickaert · Riesebeek · Sbaragli · Sweeck · Taminiaux · Thwaites · Tulett · Vakoč · D. van der Poel · M. van der Poel · Vergaerde · Vermeersch · Vervaeke · Vine · Walsleben